# Gotra unicolor
Gotra unicolor är en stekelart som först beskrevs av Turner 1919.  Gotra unicolor ingår i släktet Gotra och familjen brokparasitsteklar. Inga underarter finns listade i Catalogue of Life.